# FK Chan-Tengri
FK Chan-Tengri (oryg. Футбольный клуб Хан-Тенгри) –  profesjonalny klub piłkarski z siedzibą w Ałmaty, działający od 2022 roku. Obecnie (2025) występuje w Byrynszy liga – drugiej klasie rozgrywkowej w Kazachstanie.

## Historia
W sezonie 2022 klub przystąpił do rozgrywek Jekynszy ligi, w konferencji północno-wschodniej. W 22 meczach klub poniósł tylko jedną porażką i z pierwszej lokaty awansował do Byrynszy ligi. W sezonie 2023, w ramach rozgrywek Byrynszy ligi drużyna zajęła 7 miejsce, a w sezonie 2024 5 miejsce. W sezonie 2025, klub dalej występuję w Byrynszy lidze (II poziom rozgrywkowy).

## Trenerzy
W zespole z Chan-Tengri rolę trenera od momentu powstania pełniło ośmiu trenerów, aktualnie trenerem klubu jest Ałmas Kułszynbajew.
| Lp. | Imię i Nazwisko      | Okres pracy | Okres pracy |
| --- | -------------------- | ----------- | ----------- |
| 1.  | Ałmas Kułszynbajew   | 1.01.2022   | 14.06.2022  |
| 2.  | Askar Kożabiergienow | 1.01.2023   | 25.04.2023  |
| 3.  | Dmitrij Ogaj         | 28.04.2023  | 27.08.2023  |
| 4.  | Siergiej Łabodowski  | 28.08.2023  | 31.12.2023  |
| 5.  | Aleksandr Kuzniecow  | 25.12.2023  | 31.03.2024  |
| 6.  | Askar Kożabiergienow | 3.04.2024   | 29.05.2024  |
| 7.  | Jerlen Biekmuchajew  | 30.05.2024  | 31.12.2024  |
| 8.  | Ałmas Kułszynbajew   | 01.01.2025  | nadal       |

## Piłkarze
Skład klubu liczy 26 zawodników o średniej wieku 22,3 lat, z czego wszyscy są obywatelami Kazachstanu.

## Stadion
Klub ma swoją siedzibę w Ałmaty. Mecze domowe FK Chan-Tengri rozgrywane są na stadionie Chan-Tengri. Obiekt ten posiada miejsce dla 3000 widzów.